# Renung
Renung é uma comuna francesa na região administrativa da Nova Aquitânia, no departamento Landes. Estende-se por uma área de 22,15 km². Em 2010 a comuna tinha 547 habitantes (densidade: 24,7 hab./km²).